# FFC Heike Rheine
Maillots
Le FFC Heike Rheine était un club allemand de football féminin basé à Rheine, en Rhénanie-du-Nord-Westphalie.

## Histoire
Le premier club de football féminin à Rheine était le VfB Rheine issu d'une fusion de deux clubs en 1971. L'équipe féminine du VfB Rheine se qualifie en 1990 pour la nouvelle Bundesliga féminine et atteindra deux fois la demi-finale de la Coupe d'Allemagne (1992 et 1993). En 1994 le club fusionne avec la SG Eintracht Rheine, le 10 mars 1998 la section féminine se sépare du club pour former le FFC Heike Rheine, qui deviendra le premier club uniquement féminin d'Allemagne.
Le club est sacré champion de Regionnaliga Ouest (qui représentait alors la deuxième division) en 2000 après avoir été relégué la saison précédente. Vainqueur de la Coupe d'Allemagne en salle en 2003, le Heike Rheine connait ses meilleures performances en 2004 avec une troisième place en première division allemande (Bundesliga) et une demi-finale de Coupe d'Allemagne. Le club est relégué en deuxième division en 2007. Pour la saison 2009-2010, le club évolue en Regionalliga Ouest, en troisième division.
En 2015, le club est relégué en quatrième division puis en 2016 il arrête son activité.

## Palmarès
- Champion de Regionalliga Ouest en 2000
- Vainqueur de la Coupe d'Allemagne en salle en 2003